# Bethencourtia
Bethencourtia là một chi thực vật có hoa trong họ Cúc (Asteraceae).

## Loài
Chi Bethencourtia gồm các loài: